# Guitar Hero: Rocks the 80s
Guitar Hero: Rock the 80's (Guitar Hero Encore: Rocks the 80s nel Nord America) è un videogioco musicale sviluppato da Harmonix Music Systems e pubblicato da RedOctane per PlayStation 2. È un'espansione del secondo capitolo della popolare serie Guitar Hero, uscita negli USA e in Europa nel luglio 2007, mentre in Australia nell'agosto 2007.
Più che un sequel vero e proprio, Guitar Hero: Rocks the 80s è più un titolo aggiuntivo. Difatti, nessun cambiamento al livello di gameplay è stato apportato rispetto a Guitar Hero II. Come anticipato dal titolo, il gioco vanta una ambientazione negli anni '80, con canzoni di quel decennio e abbigliamento dei personaggi consono all'epoca. Nonostante ciò, il gioco non è stato accolto bene dal pubblico, visto la mancanza di novità nel comparto tecnico e la colonna sonora non apprezzata tanto quanto quella dei due precedenti giochi.
Rock the 80's è l'ultimo gioco della serie Guitar Hero a essere sviluppato dalla Harmonix, in quanto ora la casa di sviluppo si sta dedicando al titolo Rock Band. Il prossimo titolo della serie, Guitar Hero III: Legends of Rock sarà dunque sviluppato dalla Neversoft, una divisione della Activision.

## Modalità di gioco

### Modalità
Guitar Hero ha quattro livelli di difficoltà: Facile, Medio, Difficile e Esperto. Nella modalità Facile, si usano solo i primi tre tasti (verde, rosso e giallo). La modalità Medio introduce il pulsante blu e la modalità Difficile l'arancione. Inoltre, i livelli di difficoltà più alti sono caratterizzati da veloci assoli e più note da suonare. La modalità Esperto non introduce nuovi pulsanti, ma la difficoltà e la velocità delle canzoni è sostanzialmente aumentata fino al punto che il giocatore suona ogni nota della vera canzone, anche se con cinque pulsanti.
Il gioco ha tre modalità di gioco: modalità Carriera, Gioco Veloce e Multigiocatore.
Nella modalità Carriera, il giocatore sceglie un livello di difficoltà e sblocca il seguente blocco di cinque canzoni completandone o quattro o cinque di quelle del blocco corrente, in base al livello di difficoltà. Raggiungendo questi blocchi in qualsiasi difficoltà li sblocca per essere giocati nella Quick Play mode. Continuando la carriera, nuovi luoghi sono sbloccati e il giocatore riceve soldi per sbloccare contenuti aggiuntivi (personaggi, video, chitarre, ecc.).
La modalità Gioco Veloce permette al giocatore di scegliere di suonare una canzone che ha sbloccato o comprato nella modalità Carriera. C'è una lista di record per ogni canzone. I quattro livelli di difficoltà hanno ognuno la propria lista di record.
La modalità Multigiocatore è in split-screen. In un "duello di chitarre", due giocatori suonano parti di una canzone selezionata. Diversamente dalle altre modalità, non è possibile fallire una canzone in Multigiocatore, ma il punteggio dice quale dei due giocatori vince.
È anche possibile giocare inmodalità cooperativa in cui due giocatori posso scegliere (a seconda del brano) se dividersi i compiti di chitarra ritmica e chitarra solista o di chitarra e basso.
Vi è infine la modalità Esercitazione in cui il giocatore può decidere se eseguire il tutorial in cui si impara come si gioca o selezionare Pratica e provare a fondo un brano ad un livello di difficoltà selezionabile. Le caratteristiche più importanti della Pratica sono la possibilità di eseguire anche solo singoli passaggi senza dover suonare l'intero brano (come, ad esempio, provare un assolo particolarmente difficile) e la possibilità di rallentarne la velocità (per poter studiare la sequenza di note qualora se ne presentassero tante in un lasso di tempo breve).

### Colonna Sonora
Il gioco presenta 30 canzoni giocabili; buona parte di esse sono cover delle originali suonate dagli sviluppatori, alcune sono realizzate appositamente dalle band (come per il brano dei Twisted Sister)

## Tracce
1. Brani Iniziali
- Metal Health - Quiet Riot
- We Got the Beat - Go-Go's
- I Ran (So Far Away) - A Flock of Seagulls
- Balls to the Wall - Accept
- 18 and Life - Skid Row (encore)

2. Amplificazioni Distorte
- No One Like You - Scorpions
- Shakin' - Eddie Money
- Heat of the Moment - Asia
- Radar Love - White Lion[1]
- Because, It's Midnite - Limozeen (encore)

3. Strappacorde
- Holy Diver - Dio
- Turning Japanese - The Vapors
- Hold on Loosely - .38 Special
- The Warrior - Scandal
- I Wanna Rock - Twisted Sister (encore)[2]

4. Stati di Alterazione
- What I Like About You - The Romantics
- Synchronicity II - The Police
- Ballroom Blitz - Krokus[3]
- Only a Lad - Oingo Boingo
- Round and Round - Ratt (encore)

5. Virtuosi si Diventa
- Ain't Nothin' But a Good Time - Poison
- Lonely Is the Night - Billy Squier
- Bathroom Wall - Faster Pussycat
- Los Angeles - X
- Wrathchild - Iron Maiden (encore)

6. Riff Impietosi
- Electric Eye - Judas Priest[4]
- Police Truck - Dead Kennedys
- Seventeen - Winger
- Caught in a Mosh - Anthrax
- Play With Me - Extreme (encore)